# 布里齊克
49°21′23″N 28°54′21″E / 49.35639°N 28.90583°E
布里齊克（烏克蘭語：Брицьке），是烏克蘭的村落，位於該國西南部文尼察州，由文尼察區負責管轄，處於維利尚卡河畔，始建於1584年，面積3.21平方公里，海拔高度269米，2001年人口629。